# 아널드 J. 레빈
아널드 J. 레빈(Arnold J. Levine, 1939년~ )은 미국의 분자 생물학자이다. 그는 1998년 루이자 그로스 호위츠상을 수상했고, 종양 억제 단백질 p53를 발견한 공로로 2001년 올버니 의료센터 상을 최초로 수상했다. 그는 록펠러 대학교의 총장이었다. 현재 프린스턴 고등연구소에서 시스템 생물학 분야의 교수로 재직하고 있다.

## 경력
레빈은 프린스턴 대학교 생화학부 교수로 일하면서, 인간의 암 세포에서 가장 자주 돌연변이화 되는 유전자 중 하나이자, 세포 주기 규제와 관련 있는 유전자인 p53 종양 억제 단백질을 발견했다. 1979년 레빈은 스토니 브룩 대학교 의료 센터에서 미생물학부의 학과장으로 일했고, 1984년 프린스턴 대학교로 다시 돌아왔다. 1998년 레빈은 록펠러 대학교의 총장이 되었다. 레빈은 2002년 로버트 우드 존슨 의학 학교로 이동했고, 2004년부터는 프린스턴 고등연구소의 교수로 재직하고 있다.

## 수상
레빈은 루이자 그로스 호위츠 상 (1998년)과 올버니 의료센터 상(2001년) 외에도 다양한 상을 수상했다. 그는 1991년 미국 과학 아카데미의 회원으로, 1995년에는 미국 의학 협회의 회원으로 선출되었다. 그는 1995년 시바-드루상을 수상했다. 레빈은 p53 종양 억제 단백질을 발견한 공로로 1994년 브리스틀-마이어스상, 1999년 찰스 S. 모트상, 2000년 게이오 의학상을 수상했다.